# Reserva de Conservação de Karlu Karlu/Devils Marbles
A Reserva de Conservação de Karlu Karlu/Devils Marbles é uma área protegida no Território do Norte da Austrália, localizada em Warumungu, acerca de 105 km ao sul de Tennant Creek e 393 km ao norte de Alice Springs. O assentamento mais próximo é a pequena cidade de Wauchope, localizada a 9 km ao sul.